# Charlottetown
Charlottetown é a capital e maior cidade da província canadense da Ilha do Príncipe Eduardo. A cidade foi nomeada em homenagem a Charlotte de Mecklenburg-Strelitz, consorte real do Reino Unido, Charlottetown era originalmente uma cidade não incorporada que incorporou-se como uma cidade em 1855.
Ficou famosa por ser o local da Conferência de Charlottetown em 1864, a primeira reunião de estadistas canadenses e marítimos para debater a União Marítima proposta e a União Britânica mais persuasiva, agora conhecida como Confederação Canadense. Deste modo, a cidade adotou como lema "Cunabula Foederis" ("Local de nascimento da Confederação").
A população de Charlottetown no censo de 2011 era de 34.562 habitantes. Isso constitui o centro de uma aglomeração censitária de 64.487 pessoas, que é um pouco menos da metade da população da província, 140.204.

## História
Os primeiros colonizadores europeus na área eram franceses; pessoal do Fortress Louisbourg fundou um assentamento em 1720 nomeado porta La Joye na parte sudoeste do porto da cidade atual. Este assentamento foi liderado por Michel Haché-galante, que usou sua saveiro ferry acadianos colonos de Louisbourg.Durante rei Georges War, os britânicos haviam-se sobre a ilha.
O oficial francês Ramezay enviou 500 homens para atacar as tropas britânicas na batalha de Port-la-Joye. Os franceses foram bem sucedidos em matar ou tomadas tropas britânicas de prisioneiro quarenta. Em agosto de 1758, na altura da guerra francesa e Indiana, uma frota britânica tomou o controle do assentamento e o resto da ilha, prontamente deportar os colonos franceses que poderiam encontrar na campanha Ile Saint-Jean (este sendo totalmente três anos após a expulsão de Acadian original na Nova Escócia). Forças britânicas construído Fort Amherst perto do local do assentamento Porto La Joye abandonado para proteger a entrada para o porto.
Charlottetown foi selecionado como o local para a sede de condado do Condado de Queens, na pesquisa colonial de 1764 por capitão Samuel Holland, dos engenheiros reais. Um ano mais tarde, Charlottetown foi feita a capital colonial da ilha de s. João. Mais pesquisas realizadas entre 1768–1771 estabeleceram a grade de rua e praças públicas, que podem ser vistas no histórico bairro. A cidade foi nomeada em honra de Carlota de Mecklenburgo-Strelitz, rainha consorte do Reino Unido como a esposa do Rei George III.
Em 17 de novembro de 1775, a nova capital da colônia foi saqueada por corsários de Massachusetts-baseado, participantes na Guerra Revolucionária Americana. Durante o ataque, o selo colonial foi roubado e vários prisioneiros, incluindo Callbeck Phillips e Thomas Wright, foram levados para Cambridge, Massachusetts e mais tarde liberados.Em 1793, terra tinha foram retirada pelo governador Fanning nos limites ocidentais da Comunidade para o uso do "administrador de governo" (o governador), e como tal se tornou conhecido informalmente como "Do Elle banco" ou apenas "Fanning banco".
Em 29 de novembro de 1798, ilha de s. João foi renomeada para ilha do Príncipe Eduardo, em homenagem ao Príncipe Edward, Duque de Kent e Strathearn, que era o comandante-chefe, América do Norte. Em 1805, a guarnição britânica local construiu uma defesa de Porto, chamada de "Fort Edward" a oeste do mar da capital e o "Príncipe Edward bateria" aberta esta facilidade. Em 1835, "Casa de governo" foi construída no banco de Fanning como residência para o governador da colônia. Hoje, ela serve como a residência oficial para o vice-governador. Entre 1843 e 1847, um novo edifício legislativo foi construído na Comunidade. Nomeado o edifício Colonial originalmente, seguindo a Confederação com o Canadá, que gradualmente tornou-se conhecido como "Casa de província".
A conclusão dessa estrutura com Isaac Smith como Construtor/arquiteto foi um marco importante na história da capital e ainda em uso hoje como a legislatura provincial, bem como um sítio histórico nacional e atualmente é a segunda mais antiga sede legislativa no Canadá. Em 17 de abril de 1855, Charlottetown foi incorporada como uma cidade, mantendo a sua primeiro reunião do Conselho no dia 11 de agosto do mesmo ano. A Comunidade tinha 6.500 moradores no momento da incorporação.
Entre o dia 1 ao dia 8 de setembro de 1864, Charlottetown hospedado o que é denominado agora a Conferência de Charlottetown. Embora muitas das reuniões e negociações que levariam à Confederação canadense realizaram-se em casa de província, vários eventos sociais derramaram a Comunidade circundante.Em 14 de junho de 1873 "Governo casa Farm" no banco de Fanning foi designado um parque municipal, chamado Parque de Victoria em honra da Rainha Vitória.Ilha do Príncipe Eduardo entrou Confederação em 1 de julho de 1873.Além de ser a sede do governo colonial, a Comunidade chegou-se a notar-se durante o século XIX, para a construção naval e sua indústria de madeira serrada como sendo um porto de pesca.
A indústria de construção naval declinou na última parte do século XIX. Em agosto de 1874, a Prince Edward Island Railway inaugurou sua linha principal entre Charlottetown e Summerside. A estrada de ferro, juntamente com o sector dos transportes marítimos, continuaria para desenvolvimento industrial de unidade na margem do Rio há várias décadas vir.Primeira instituição de saúde da província, o Hospital de Charlottetown, foi aberta pela Diocese de Charlottetown em 1879, que foi seguido pelo publicamente operado Prince Edward Island Hospital em 1884. Em 1885, o município viu seu status atualizado para se tornar uma cidade.
Religião jogou um papel central no desenvolvimento de instituições na Charlottetown com não-denominacional (ou seja, protestante) e Católica Romana escolas públicas (Praça rainha Católica, Notre Dame e St Josephs. vs protestante West Kent e Prince Street), hospitais (Prince Edward Island Hospital vs Charlottetown Hospital) e instituições de ensino pós-secundário (Prince of Wales College vs St. Dunstan na Universidade) sendo instituídas. St Dunstan foi originalmente desenvolvido como um seminário para padres de formação, e o marítimo Christian College foi fundada em 1960 para treinar pregadores de igrejas cristãs e igrejas de Cristo, na ilha do Príncipe Eduardo e as províncias marítimas.Tal como acontece com a maioria das comunidades na América do Norte, o automóvel em forma de desenvolvimento na Charlottetown, na segunda metade do século XX, quando afastadas explorações nas zonas rurais de Brighton, Parque Primavera e Parkdale viram aumentada de urbanizações.
O aeródromo de Charlottetown em comunidade rural próxima de Sherwood foi atualizado como parte do plano de formação da comunidade britânica ar e operado durante a segunda guerra mundial como Charlottetown de estação RCAF, em conjunto com a RCAF estação de Mount Pleasant e Summerside de estação RCAF. Após a guerra, o aeródromo foi designado Aeroporto de Charlottetown. Estaleiros na Charlottetown também viram o uso extensivo durante a II Guerra Mundial, sendo usado para reajusta e upgrades para numerosos navios de guerra da Marinha canadense real. Ainda mais o desenvolvimento pós-guerra viu propriedades residenciais continuam a expandir-se em áreas periféricas adjacentes, particularmente na agricultura das comunidades vizinhas de Sherwood, Royalty do oeste e realeza do Oriente.